# Avenida Pensilvânia

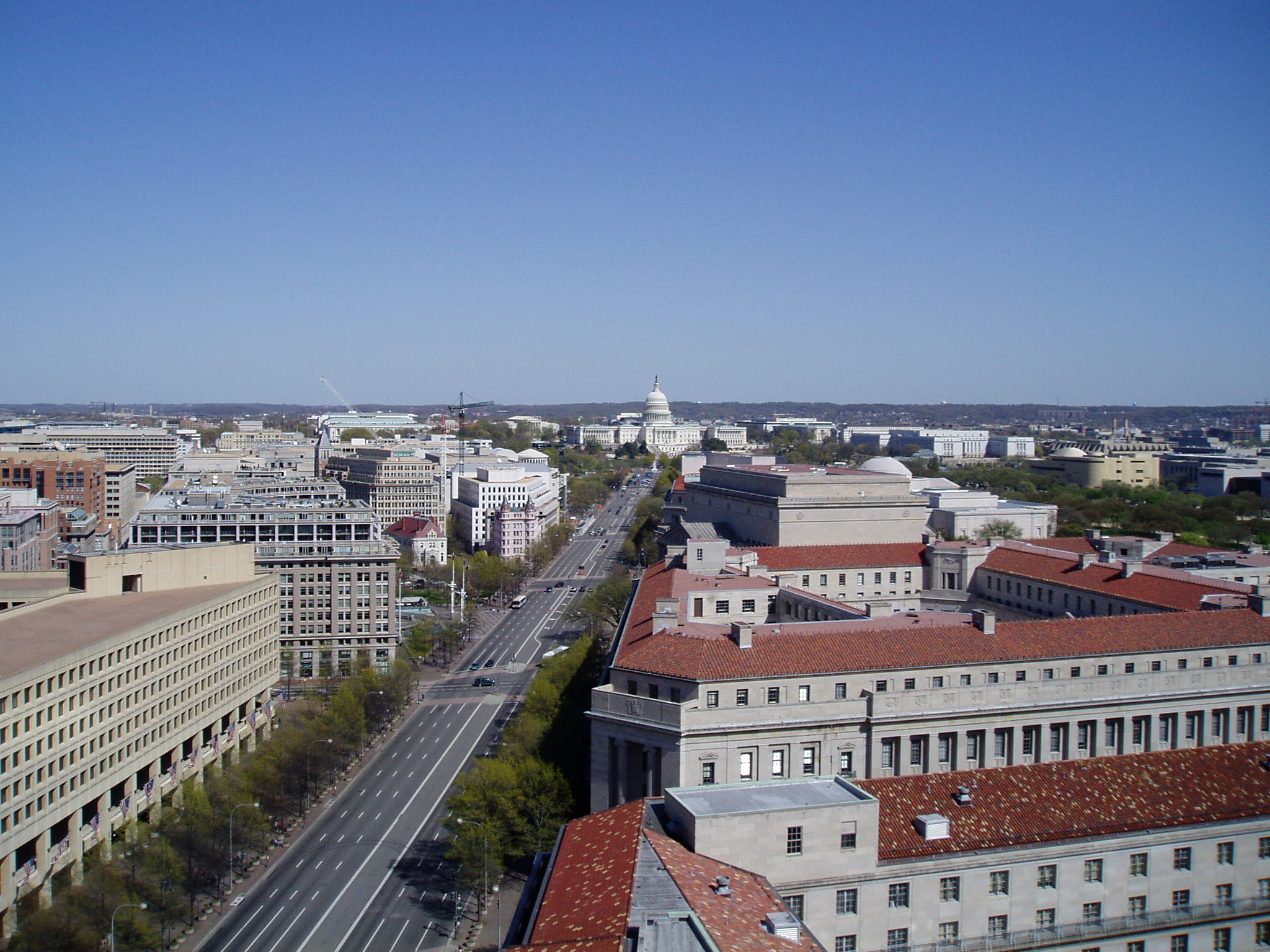
A Avenida Pensilvânia com o Capitólio ao fundo.

A Avenida Pensilvânia (em inglês:  Pennsylvania Avenue) é a mais famosa via pública de Washington, D.C., Estados Unidos, sendo considerada o coração da cidade. O seu percurso completo abrange 11 km, mas o trecho mais importante é o que liga a Casa Branca ao Capitólio.
Outro importante edifício instalado as margens da avenida e a sede do Newseum, prédio de sete andares que contém 15 teatros e 14 galerias.